# Cestisti campioni d'Italia
In questa pagina sono elencati i cestisti vincitori del campionato italiano di pallacanestro. La prima parte è dedicata al campionato maschile, la seconda a quello femminile.

## Campionato maschile
| Vittorie | Nome | Squadre e stagioni |
| -------- | --- | --- |
| 12       | Dino Meneghin | Pall. Varese: 1968-69, 1969-70, 1970-71, 1972-73, 1973-74, 1976-77, 1977-78; Olimpia Milano 1981-82, 1984-85, 1985-86, 1986-87, 1988-89 |
| 10       | Sandro Gamba | Olimpia Milano: 1950-51, 1951-52, 1952-53, 1953-54, 1956-57, 1957-58, 1958-59, 1959-60, 1961-62, 1962-63 |
| 9        | Enrico Pagani | Olimpia Milano: 1949-50, 1950-51, 1951-52, 1952-53, 1953-54, 1956-57, 1957-58, 1958-59, 1959-60 |
| 9        | Gianfranco Pieri | Olimpia Milano: 1956-57, 1957-58, 1958-59, 1959-60, 1961-62, 1962-63, 1964-65, 1965-66, 1966-67 |
| 9        | Sandro Riminucci | Olimpia Milano: 1956-57, 1957-58, 1958-59, 1959-60, 1961-62, 1962-63, 1964-65, 1965-66, 1966-67 |
| 8        | Giandomenico Ongaro | Olimpia Milano: 1957-58, 1958-59, 1959-60, 1961-62, 1962-63, 1964-65, 1965-66, 1966-67 |
| 7        | Aldo Ossola | Pall. Varese: 1968-69, 1969-70, 1970-71, 1972-73, 1973-74, 1976-77, 1977-78 |
| 7        | Sergio Stefanini | Reyer Venezia: 1941-42, 1942-43; Olimpia Milano: 1949-50, 1950-51, 1951-52, 1952-53, 1953-54 |
| 7        | Riccardo Pittis | Olimpia Milano: 1984-85, 1985-86, 1986-87, 1988-89; Pall. Treviso: 1996-97, 2001-02, 2002-03 |
| 6        | Guido Brocca | ASSI Milano: 1921, 1922, 1924, 1925, 1926, 1927 |
| 6        | Carlo Canevini | ASSI Milano: 1921, 1922, 1924, 1925, 1926, 1927 |
| 6        | Romeo Romanutti | Olimpia Milano: 1950-51, 1951-52, 1952-53, 1953-54, 1956-57, 1957-58 |
| 6        | Cesare Volpato | Olimpia Milano: 1956-57, 1957-58, 1958-59, 1959-60, 1961-62, 1962-63 |
| 6        | Marco Binda | Olimpia Milano: 1959-60, 1961-62, 1962-63, 1964-65, 1965-66, 1966-67 |
| 6        | Paolo Vittori | Olimpia Milano: 1959-60, 1961-62, 1962-63, 1964-65; Pall. Varese: 1969-70, 1970-71 |
| 6        | Edoardo Rusconi | Pall. Varese: 1968-69, 1969-70, 1970-71, 1972-73, 1973-74, 1977-78 |
| 6        | Marco Carraretto | Pall. Treviso: 1996-97; Mens Sana Siena: 2006-07, 2007-08, 2008-09, 2009-10, 2010-11 |
| 5        | Giannino Valli | ASSI Milano: 1921, 1922, 1924, 1925, 1927 |
| 5        | Alberto Valera | ASSI Milano: 1921, 1922, 1924, 1926, 1927 |
| 5        | Emilio Giassetti | S.G. Triestina: 1930, 1932, 1934; Olimpia Milano: 1936, 1936-37 |
| 5        | Mino Pasquini | Ginnastica Roma: 1931, 1933, 1935; Olimpia Milano: 1937-38, 1938-39 |
| 5        | Cesare Rubini | Olimpia Milano: 1949-50, 1950-51, 1951-52, 1952-53, 1953-54 |
| 5        | Giuseppe Sforza | Olimpia Milano: 1949-50, 1950-51, 1951-52, 1952-53, 1953-54 |
| 5        | Luigi Rapini | Virtus Bologna: 1945-46, 1946-47, 1947-48, 1948-49, 1954-55 |
| 5        | Carlo Negroni | Virtus Bologna: 1946-47, 1947-48, 1948-49, 1954-55, 1955-56 |
| 5        | Fiorenzo Galletti | Olimpia Milano: 1953-54, 1956-57, 1957-58, 1958-59, 1959-60 |
| 5        | Gabriele Vianello | Pall. Varese: 1960-61; Olimpia Milano: 1962-63, 1964-65, 1965-66, 1966-67 |
| 5        | Giulio Iellini | Olimpia Milano: 1964-65, 1965-66, 1966-67, 1971-72; Pall. Varese: 1976-77 |
| 5        | Ivan Bisson | Pall. Varese: 1970-71, 1972-73, 1973-74, 1976-77, 1977-78 |
| 5        | Mike D'Antoni | Olimpia Milano: 1981-82, 1984-85, 1985-86, 1986-87, 1988-89 |
| 5        | Roberto Premier | Olimpia Milano: 1981-82, 1984-85, 1985-86, 1986-87, 1988-89 |
| 5        | Augusto Binelli | Virtus Bologna: 1983-84, 1992-93, 1993-94, 1994-95, 1997-98 |
| 5        | Shaun Stonerook | Mens Sana Siena: 2006-07, 2007-08, 2008-09, 2009-10, 2010-11 |
| 5        | Tomas Ress | Mens Sana Siena: 2007-08, 2008-09, 2009-10, 2010-11; Reyer Venezia: 2016-17 |
| 4        | Adolfo Mazzini (1928, 1931, 1933, 1935), Enrico Castelli, Camillo Marinone e Sergio Paganella (1936, 1936-37, 1937-38, 1938-39); Luciano Antonini (1930, 1932, 1934, 1939-40); Livio Franceschini (1932, 1934, 1935, 1939-40); Gianfranco Bersani, Giancarlo Marinelli, Venzo Vannini (1945-46; 1946-47, 1947-48, 1948-49); Giovanni Miliani (1949-50, 1950-51, 1951-52, 1952-53); Alberto Reina (1950-51, 1951-52, 1952-53, 1953-54); Renato Padovan (1952-53, 1953-54, 1956-57, 1960-1961); Gianfranco Sardagna (1957-1958, 1958-1959, 1961-1962, 1962-1963); Massimo Masini (1964-1965, 1965-1966, 1966-1967, 1971-1972); Manuel Raga, Ottorino Flaborea (1968-1969, 1969-1970, 1970-1971, 1972-1973); Bob Morse, Marino Zanatta (1972-1973, 1973-1974, 1976-1977, 1977-1978); Piero Valenti (1975-1976, 1978-1979, 1979-1980, 1983-1984); Renzo Bariviera (1971-1972, 1980-1981, 1984-1985, 1985-1986); Franco Boselli (1981-1982, 1984-1985, 1985-1986, 1986-1987); Vittorio Gallinari (1981-1982, 1984-1985, 1985-1986, 1986-1987); Roberto Brunamonti (1983-1984, 1992-1993, 1993-1994, 1994-1995); Predrag Danilović, Riccardo Morandotti (1992-1993, 1993-1994, 1994-1995, 1997-1998); Denis Marconato (1996-1997, 2001-2002, 2002-2003, 2009-2010); Romain Sato, Terrell McIntyre (2006-2007, 2007-2008, 2008-2009, 2009-2010); Rimantas Kaukėnas (2006-07, 2007-08, 2008-09, 2010-11), Kšyštof Lavrinovič (2007-08, 2008-09, 2009-10, 2010-11), Benjamin Eze (2006-07, 2007-08, 2008-09, 2009-10); Nicolò Melli (2013-14, 2021-22, 2022-23, 2023-24), Stefano Tonut (2016-17, 2018-19, 2022-23, 2023-24); Giampaolo Ricci (2020-21, 2021-22, 2022-23, 2023-24). | Adolfo Mazzini (1928, 1931, 1933, 1935), Enrico Castelli, Camillo Marinone e Sergio Paganella (1936, 1936-37, 1937-38, 1938-39); Luciano Antonini (1930, 1932, 1934, 1939-40); Livio Franceschini (1932, 1934, 1935, 1939-40); Gianfranco Bersani, Giancarlo Marinelli, Venzo Vannini (1945-46; 1946-47, 1947-48, 1948-49); Giovanni Miliani (1949-50, 1950-51, 1951-52, 1952-53); Alberto Reina (1950-51, 1951-52, 1952-53, 1953-54); Renato Padovan (1952-53, 1953-54, 1956-57, 1960-1961); Gianfranco Sardagna (1957-1958, 1958-1959, 1961-1962, 1962-1963); Massimo Masini (1964-1965, 1965-1966, 1966-1967, 1971-1972); Manuel Raga, Ottorino Flaborea (1968-1969, 1969-1970, 1970-1971, 1972-1973); Bob Morse, Marino Zanatta (1972-1973, 1973-1974, 1976-1977, 1977-1978); Piero Valenti (1975-1976, 1978-1979, 1979-1980, 1983-1984); Renzo Bariviera (1971-1972, 1980-1981, 1984-1985, 1985-1986); Franco Boselli (1981-1982, 1984-1985, 1985-1986, 1986-1987); Vittorio Gallinari (1981-1982, 1984-1985, 1985-1986, 1986-1987); Roberto Brunamonti (1983-1984, 1992-1993, 1993-1994, 1994-1995); Predrag Danilović, Riccardo Morandotti (1992-1993, 1993-1994, 1994-1995, 1997-1998); Denis Marconato (1996-1997, 2001-2002, 2002-2003, 2009-2010); Romain Sato, Terrell McIntyre (2006-2007, 2007-2008, 2008-2009, 2009-2010); Rimantas Kaukėnas (2006-07, 2007-08, 2008-09, 2010-11), Kšyštof Lavrinovič (2007-08, 2008-09, 2009-10, 2010-11), Benjamin Eze (2006-07, 2007-08, 2008-09, 2009-10); Nicolò Melli (2013-14, 2021-22, 2022-23, 2023-24), Stefano Tonut (2016-17, 2018-19, 2022-23, 2023-24); Giampaolo Ricci (2020-21, 2021-22, 2022-23, 2023-24). |
| 3        | Bruno Bianchi (1924, 1926, 1927); Giuseppe Sessa (1923, 1926, 1927); Giambattista Rovelli (1928, 1931, 1933); Albino Cuppo (1930, 1932, 1934); Marino Falsetti e Marcello Mancini (1931, 1933, 1935); Franco Brusoni (1936, 1936-37, 1937-38); Ezio Conti (1936, 1936-37, 1938-39); Bruno Caracoi (1934, 1939-40, 1940-41); Mario Novelli (1938-39, 1939-40, 1940-41); Carlo Cherubini (1945-46, 1946-47, 1947-48); Renzo Ranuzzi (1946-47, 1947-48, 1948-49); Franco Longhi (1964-1965, 1965-1966, 1966-1967); Paolo Polzot (1970-1971, 1972-1973, 1973-1974); Carlo Caglieris, Gianni Bertolotti, Mario Martini (1975-1976, 1978-1979, 1979-1980); Renato Villalta (1978-1979, 1979-1980, 1983-1984); Mario Governa (1984-1985, 1985-1986, 1986-1987); Pietro Generali (1978-1979, 1979-1980, 1991-1992); Russ Schoene (1984-1985, 1985-1986, 1993-1994); Claudio Coldebella, Flavio Carera, Paolo Moretti (1992-1993, 1993-1994, 1994-1995); Marco Baldi (1984-1985, 1988-1989, 1995-1996); Andrea Gracis (1987-1988, 1989-1990, 1996-1997); Alessandro Abbio (1994-1995, 1997-1998, 2000-2001); Giacomo Galanda (1998-1999, 1999-2000, 2003-2004); Marko Jarić (1999-2000, 2000-2001, 2010-11); Tommaso Ingrosso (2008-'09, 2009-10, 2010-11), Luca Lechthaler (2003-04, 2006-07, 2008-09), Nikos Zīsīs (2005-06; 2009-10, 2010-11); Bruno Cerella (2013-14, 2015-16, 2018-19); Luigi Datome (2006-07, 2021-22, 2022-23), Paul Biligha (2018-19, 2021-22, 2022-23); Devon Hall, Shavon Shields, Kyle Hines, Samuele Miccoli (2021-22, 2022-23, 2023-24); Marco Belinelli (2004-05, 2020-21, 2024-25). | Bruno Bianchi (1924, 1926, 1927); Giuseppe Sessa (1923, 1926, 1927); Giambattista Rovelli (1928, 1931, 1933); Albino Cuppo (1930, 1932, 1934); Marino Falsetti e Marcello Mancini (1931, 1933, 1935); Franco Brusoni (1936, 1936-37, 1937-38); Ezio Conti (1936, 1936-37, 1938-39); Bruno Caracoi (1934, 1939-40, 1940-41); Mario Novelli (1938-39, 1939-40, 1940-41); Carlo Cherubini (1945-46, 1946-47, 1947-48); Renzo Ranuzzi (1946-47, 1947-48, 1948-49); Franco Longhi (1964-1965, 1965-1966, 1966-1967); Paolo Polzot (1970-1971, 1972-1973, 1973-1974); Carlo Caglieris, Gianni Bertolotti, Mario Martini (1975-1976, 1978-1979, 1979-1980); Renato Villalta (1978-1979, 1979-1980, 1983-1984); Mario Governa (1984-1985, 1985-1986, 1986-1987); Pietro Generali (1978-1979, 1979-1980, 1991-1992); Russ Schoene (1984-1985, 1985-1986, 1993-1994); Claudio Coldebella, Flavio Carera, Paolo Moretti (1992-1993, 1993-1994, 1994-1995); Marco Baldi (1984-1985, 1988-1989, 1995-1996); Andrea Gracis (1987-1988, 1989-1990, 1996-1997); Alessandro Abbio (1994-1995, 1997-1998, 2000-2001); Giacomo Galanda (1998-1999, 1999-2000, 2003-2004); Marko Jarić (1999-2000, 2000-2001, 2010-11); Tommaso Ingrosso (2008-'09, 2009-10, 2010-11), Luca Lechthaler (2003-04, 2006-07, 2008-09), Nikos Zīsīs (2005-06; 2009-10, 2010-11); Bruno Cerella (2013-14, 2015-16, 2018-19); Luigi Datome (2006-07, 2021-22, 2022-23), Paul Biligha (2018-19, 2021-22, 2022-23); Devon Hall, Shavon Shields, Kyle Hines, Samuele Miccoli (2021-22, 2022-23, 2023-24); Marco Belinelli (2004-05, 2020-21, 2024-25). |
| 2        | Amagni (1921, 1922); Aldo Roveda (1926, 1927); Camillo Veronesi (1925, 1927); Aldo Avanzini (1930, 1932); Egidio Premiani, Ezio Varisco (1932, 1934); Alberto Cecchini (1933, 1935); Davide Bottasini (1936, 1936-37); Egidio Bianchi (1936-37, 1937-38); Cesare Canetta (1937-38, 1938-39); Giuseppe Bernini, Ambrogio Bessi, Albino Bocciai, Mario Cattarini, Umberto De Feo, Bruno Renner, Livio Segulin (1939-40, 1940-41); Marcello De Nardus, Enrico Garbosi, Luciano Montini, Giuseppe Stefanini (1941-42, 1942-43); Marino Calza, Galeazzo Dondi Dall'Orologio, Gelsomino Girotti (1945-46; 1946-47); Sergio Ferriani (1947-48, 1948-49); Alessandro Acerbi, Emilio Baruffi, Romano Crivelli, Gianantonio Pegurri (1949-50, 1950-51); Valsecchi (1951-52, 1952-53); Mario Alesini, Giuliano Battilani, Nino Calebotta, Achille Canna, Germano Gambini, Giuseppe Lamberti, Rizzi, Vittorio Tracuzzi, Verasani (1954-55, 1955-56); Zappelli (1956-57, 1957-1958); Borghi (1954-55, 1960-1961); Claudio Velluti (1959-1960, 1961-1962); Corrado Vescovo (1961-1962, 1962-1963); Giambattista Cescutti (1958-1959, 1963-1964); Giovanni Gavagnin, Guido Carlo Gatti, Remo Maggetti (1960-1961, 1963-1964); Gnocchi (1965-1966, 1966-1967); Massimo Villetti (1963-1964, 1968-1969); Claudio Malagoli, Consonni, Lino Paschini (1968-1969, 1969-1970); Bulgheroni (1969-1970, 1970-1971); Carlo Recalcati (1967-1968, 1974-1975); Massimo Lucarelli (1972-1973, 1973-1974); Antonio Campiglio, Enzo Pozzati, Fabio Colombo, Marco Dellacà, Stefano Bechini (1976-1977, 1977-1978); Krešimir Ćosić, Massimo Marchetti, Ugo Govoni (1978-1979, 1979-1980); Giorgio Cattini, Pierluigi Marzorati, Renzo Tombolato (1974-1975, 1980-1981); Marco Bonamico (1975-1976, 1983-1984); Marco Lamperti, Mario Pettorossi (1981-1982, 1984-1985); Michele Guardascione (1984-1985, 1986-1987); Fausto Bargna (1985-1986, 1986-1987); Bob McAdoo (1986-1987, 1988-1989); Ario Costa, Cristiano Cocco, Darren Daye, Darwin Cook, Domenico Zampolini, Federico Pieri, Walter Magnifico (1987-1988, 1989-1990); Damiano Brigo (1992-1993, 1993-1994); Andrea Giacchino, Daniele Soro (1993-1994, 1994-1995); Flavio Portaluppi (1988-1989, 1995-1996); Ferdinando Gentile (1990-1991, 1995-1996); Jeffrey Colladon, Stefano Rusconi (1991-1992, 1996-1997); Matteo Panichi (1989-1990, 1997-1998); Alessandro De Pol (1995-1996, 1998-1999); Matteo Anchisi (1988-1989, 1999-2000); Gregor Fučka (1995-1996, 1999-2000); Fabrizio Ambrassa (1986-1987, 2000-2001); Davide Bonora (1996-1997, 2000-2001); Alessandro Frosini, Antoine Rigaudeau (1997-1998, 2000-2001); Giacomo Sereni, Jorge Garbajosa, Marcelo Nicola, Mario Stojić, Massimo Bulleri, Tyus Edney (2001-2002, 2002-2003); Marco Sambugaro (1995-1996, 2003-2004); Gianmarco Pozzecco (1998-1999, 2004-2005); Gianluca Basile (1999-2000, 2004-2005); Matjaž Smodiš (2000-2001, 2004-2005); Vrbica Stefanov (2003-2004, 2006-2007); Rodolfo Rombaldoni (2004-2005, 2006-2007); David Cournooh (2007-2008, 2008-2009); Uroš Slokar (2005-2006; 2009-2010); Lorenzo D'Ercole (2006-2007, 2009-2010); Henry Domercant, Nik'a Met'reveli (2008-2009, 2009-2010), David Moss (2010-11, 2013-14); David Andersen (2000-01, 2003-04); Bootsy Thornton (2003-04, 2007-08); Giovanni Severini (2009-10, 2010-11); Rakim Sanders (2014-15, 2015-16); Alessandro Gentile, Gani Lawal (2013-14, 2015-16); Esteban Batista (2015-16, 2016-17); Andrea Cinciarini (2015-16, 2017-18); Marco Cusin (2014-15, 2017-18); Curtis Jerrells (2013-14, 2017-18); Marquez Haynes, Julyan Stone, Michael Bramos (2016-17, 2018-19); Awudu Abass (2017-18, 2020-21); Kaleb Tarczewski (2017-18, 2021-22); Davide Alviti, Tommaso Baldasso, Jacopo Rapetti (2021-22, 2022-23), Shabazz Napier, Johannes Voigtmann, Kevin Pangos, Billy Baron (2022-23, 2023-24); Giordano Bortolani (2017-18, 2023-24); Daniel Hackett (2013-14, 2024-25); Riccardo Visconti (2016-17, 2024-25); Alessandro Pajola (2020-21, 2024-25). | Amagni (1921, 1922); Aldo Roveda (1926, 1927); Camillo Veronesi (1925, 1927); Aldo Avanzini (1930, 1932); Egidio Premiani, Ezio Varisco (1932, 1934); Alberto Cecchini (1933, 1935); Davide Bottasini (1936, 1936-37); Egidio Bianchi (1936-37, 1937-38); Cesare Canetta (1937-38, 1938-39); Giuseppe Bernini, Ambrogio Bessi, Albino Bocciai, Mario Cattarini, Umberto De Feo, Bruno Renner, Livio Segulin (1939-40, 1940-41); Marcello De Nardus, Enrico Garbosi, Luciano Montini, Giuseppe Stefanini (1941-42, 1942-43); Marino Calza, Galeazzo Dondi Dall'Orologio, Gelsomino Girotti (1945-46; 1946-47); Sergio Ferriani (1947-48, 1948-49); Alessandro Acerbi, Emilio Baruffi, Romano Crivelli, Gianantonio Pegurri (1949-50, 1950-51); Valsecchi (1951-52, 1952-53); Mario Alesini, Giuliano Battilani, Nino Calebotta, Achille Canna, Germano Gambini, Giuseppe Lamberti, Rizzi, Vittorio Tracuzzi, Verasani (1954-55, 1955-56); Zappelli (1956-57, 1957-1958); Borghi (1954-55, 1960-1961); Claudio Velluti (1959-1960, 1961-1962); Corrado Vescovo (1961-1962, 1962-1963); Giambattista Cescutti (1958-1959, 1963-1964); Giovanni Gavagnin, Guido Carlo Gatti, Remo Maggetti (1960-1961, 1963-1964); Gnocchi (1965-1966, 1966-1967); Massimo Villetti (1963-1964, 1968-1969); Claudio Malagoli, Consonni, Lino Paschini (1968-1969, 1969-1970); Bulgheroni (1969-1970, 1970-1971); Carlo Recalcati (1967-1968, 1974-1975); Massimo Lucarelli (1972-1973, 1973-1974); Antonio Campiglio, Enzo Pozzati, Fabio Colombo, Marco Dellacà, Stefano Bechini (1976-1977, 1977-1978); Krešimir Ćosić, Massimo Marchetti, Ugo Govoni (1978-1979, 1979-1980); Giorgio Cattini, Pierluigi Marzorati, Renzo Tombolato (1974-1975, 1980-1981); Marco Bonamico (1975-1976, 1983-1984); Marco Lamperti, Mario Pettorossi (1981-1982, 1984-1985); Michele Guardascione (1984-1985, 1986-1987); Fausto Bargna (1985-1986, 1986-1987); Bob McAdoo (1986-1987, 1988-1989); Ario Costa, Cristiano Cocco, Darren Daye, Darwin Cook, Domenico Zampolini, Federico Pieri, Walter Magnifico (1987-1988, 1989-1990); Damiano Brigo (1992-1993, 1993-1994); Andrea Giacchino, Daniele Soro (1993-1994, 1994-1995); Flavio Portaluppi (1988-1989, 1995-1996); Ferdinando Gentile (1990-1991, 1995-1996); Jeffrey Colladon, Stefano Rusconi (1991-1992, 1996-1997); Matteo Panichi (1989-1990, 1997-1998); Alessandro De Pol (1995-1996, 1998-1999); Matteo Anchisi (1988-1989, 1999-2000); Gregor Fučka (1995-1996, 1999-2000); Fabrizio Ambrassa (1986-1987, 2000-2001); Davide Bonora (1996-1997, 2000-2001); Alessandro Frosini, Antoine Rigaudeau (1997-1998, 2000-2001); Giacomo Sereni, Jorge Garbajosa, Marcelo Nicola, Mario Stojić, Massimo Bulleri, Tyus Edney (2001-2002, 2002-2003); Marco Sambugaro (1995-1996, 2003-2004); Gianmarco Pozzecco (1998-1999, 2004-2005); Gianluca Basile (1999-2000, 2004-2005); Matjaž Smodiš (2000-2001, 2004-2005); Vrbica Stefanov (2003-2004, 2006-2007); Rodolfo Rombaldoni (2004-2005, 2006-2007); David Cournooh (2007-2008, 2008-2009); Uroš Slokar (2005-2006; 2009-2010); Lorenzo D'Ercole (2006-2007, 2009-2010); Henry Domercant, Nik'a Met'reveli (2008-2009, 2009-2010), David Moss (2010-11, 2013-14); David Andersen (2000-01, 2003-04); Bootsy Thornton (2003-04, 2007-08); Giovanni Severini (2009-10, 2010-11); Rakim Sanders (2014-15, 2015-16); Alessandro Gentile, Gani Lawal (2013-14, 2015-16); Esteban Batista (2015-16, 2016-17); Andrea Cinciarini (2015-16, 2017-18); Marco Cusin (2014-15, 2017-18); Curtis Jerrells (2013-14, 2017-18); Marquez Haynes, Julyan Stone, Michael Bramos (2016-17, 2018-19); Awudu Abass (2017-18, 2020-21); Kaleb Tarczewski (2017-18, 2021-22); Davide Alviti, Tommaso Baldasso, Jacopo Rapetti (2021-22, 2022-23), Shabazz Napier, Johannes Voigtmann, Kevin Pangos, Billy Baron (2022-23, 2023-24); Giordano Bortolani (2017-18, 2023-24); Daniel Hackett (2013-14, 2024-25); Riccardo Visconti (2016-17, 2024-25); Alessandro Pajola (2020-21, 2024-25). |
| 1        | Carlo Andreoli, Angelo Bagnato, Poligono Longoni, Evezio Perabò, Augusto Vitali (1920); Vito Baccarini, Gustavo Laporte, Manzotti, Arrigo Muggiani, Marco Muggiani (1923); Ballerini (1924); Luigi Binda (1925); Arnaldo Andrei, Vittorio Diana, Mario Guidarelli, Toti, Evaristo Zambelli (1928); Giorgio Cosmini, Nereo Crali (1930); Cavenni, Francesco Ferrero (1931); Ronaldo Diamanti, Claudio Zampieri (1932); Guglielmo Mancini (1933); Giorgio Fabro, Tullio Zanetti (1934); Remo Piana (1935); Alfredo Garavaglia (1938-39); Ermanno Antonini, Francesco Brunetti, Severino Radici (1940-41); G. De Nardus, Armando Fagarazzi, Amerigo Penzo (1941-42); Frezza, Guido Garlato (1942-43); Gianfranco Faccioli (1945-46); Cesare Negroni (1947-48); Dario Bertoncelli, Rinaldo Rinaldi, Paride Setti, Dario Zucchi, Dino Zucchi (1948-49); Virgilio Beretta, Pierluigi Fornasier, Luigi Sumberaz-Sotte (1949-50); Benanuz (1951-52); Riganti (1953-54); Mioli, Luciano Zia (1954-55); Malucelli, Nardi, Paolucci, Randi (1955-56); Ronald Clark (1956-57); George Bon Salle (1957-1958); Bertini, Peter Tillotson (1958-1959); Augusto Giomo (1959-1960); Tonino Zorzi (1960-1961); Magistrini, Mario Andreo, Vinicio Nesti (1960-1961); L. Ongaro (1961-1962); Andrea Ravalico, Antonio Bulgheroni, Bronzi, Sauro Bufalini, Valerio Vatteroni (1963-1964); Skip Thoren (1965-1966); Steve Chubin (1966-1967); Alberto De Simone, Alberto Merlati, Antonio Frigerio, Bob Burgess, Carlos D'Aquila, Cossettini, Marino, Munafò, Rossi, Tirabosco (1967-1968); Francesco Ovi (1968-1969); D'Amico (1970-1971); Arthur Kenney, Ferrari, Giorgio Giomo, Giuseppe Brumatti, Iacuzzo, Mauro Cerioni, Paolo Bianchi (1971-1972); Bartolucci, Chiarini (1972-1973); Sergio Rizzi, Mauro Salvaneschi (1973-1974); Antonio Farina, Bob Lienhard, Cancian, Fabrizio Della Fiori, Franco Meneghel, Mario Beretta (1974-1975); Luigi Serafini, Massimo Antonelli, Massimo Sacco, Terry Driscoll, Aldo Tommasini (1975-1976); Alberto Mottini, Sergio Rizzi (1976-1977); Carlo Rossetti, Charlie Yelverton, Diego Tosarini, Riccardo Caneva (1977-1978); Francesco Cantamessi (1979-1980); Alessandro Goti, Owen Wells (1978-1979); Ferdinando Possemato, Jim McMillian, Maurizio Pedretti (1979-1980); Antonello Riva, Antonio Sala, Bruce Flowers, Denis Innocentin, Eugenio Masolo, Beppe Bosa, Terry Stotts, Tom Boswell, Umberto Cappelletti, Valerio Fumagalli (1980-1981); Antonio Dalla Monica, Italo Pignolo, John Gianelli, Pierpaolo Del Buono, Rinaldo Innocenti, Vincenzo Sciacca, Vittorio Ferracini (1981-1982); Clarence Kea, Egidio Delle Vedove, Enrico Gilardi, Fabrizio Valente, Fulvio Polesello, Giuseppe Grimaldi, Kim Hughes, Larry Wright, Marco Solfrini, Massimo Prosperi, Paolo Scarnati, Roberto Castellano, Stefano Sbarra, Tullio Sacripanti (1982-1983); Alessandro Daniele, Domenico Fantin, Elvis Rolle, Gianluca Trisciani, Jan van Breda Kolff, Matteo Lanza, Maurizio Brunelli (1983-1984); Joe Barry Carroll, Tullio De Piccoli, Wally Walker (1984-1985); Andrea Blasi, Cedric Henderson (1985-1986); Ken Barlow (1986-1987); Aza Petrović, Danilo Del Cadia, Fabio Aureli, Giuseppe Natali, Greg Ballard, Matteo Minelli, Renzo Vecchiato, Roberto Cipolat, Silvano Motta (1987-1988); Albert King, Alessandro Chiodini, Davide Pessina, Bill Martin, Massimiliano Aldi, Piero Montecchi (1988-1989); Alessandro Boni (1989-1990); Giulio Rossi, Kelvin Upshaw, Marco Cognolato, Michele Verderame, Paolo Boesso, Paolo Calbini (1989-1990); Charles Shackleford, Claudio Acunzo, Cristiano Fazzi, Damiano Faggiano, Francesco Longobardi, Giacomantonio Tufano, Giuseppe Falco, Luigi Vertaldi, Massimiliano Rizzo, Sandro Dell'Agnello, Sergio Donadoni, Tellis Frank, Vincenzo Esposito, Virgilio Vitiello (1990-1991); Alberto Vianini, Andrea Buzzavo, Christian Mayer, Davide Piccoli, Fabio Morrone, Marco Mian, Massimo Iacopini, Nino Pellacani, Randolph Keys, Toni Kukoč, Vinny Del Negro (1991-1992); Bill Wennington, Davide Diacci, Emilio Marcheselli, Fausto Bernardelli, Stefano Sacchi (1992-1993); Alessandro Romboli, Christian Barzanti, Cliff Levingston, Giampiero Savio, Gianluca Porfiri (1993-1994); Flavio Bottiroli, Joe Binion, Marco Dondi Dall'Orologio, Valentino Battisti (1994-1995); Davide Cantarello, Dejan Bodiroga, Enrico Degli Agosti, Paolo Alberti, Rolando Blackman, Stefano Sala (1995-1996); Andrea Niccolai, Glenn Sekunda, Henry Williams, Marc Suhr, Željko Rebrača (1996-1997); Claudio Crippa, Davide Gonzo, Enrico Ravaglia, Fabio Espa, Fabio Ruini, Hugo Sconochini, John Amaechi, Radoslav Nesterovič, Steve Hansell, Zoran Savić (1997-1998); Alessandro Bianchi, Andrea Meneghin, Cristiano Zanus Fortes, Daniel Santiago, Francesco Vescovi, Maurizio Giadini, Veljko Mršić (1998-1999); Artūras Karnišovas, Carlton Myers, Claudio Pilutti, Dan Gay, Massimo Ruggeri, Mattia Soloperto, Robert Fultz, Stojko Vranković (1999-2000); David Brkic, Emanuel Ginóbili, Nikola Jestratijević, Rashard Griffith (2000-2001); Boštjan Nachbar, Charlie Bell, Francesco Basei, Nik'oloz Tskit'ishvili, Roberto Vendramin, Sergej Čikalkin (2001-2002); Alberto D'Incà, Charles O'Bannon, Dante Calabria, István Németh, Jon Larranaga, Krešimir Lončar, Manuchar Mark'oishvili, Nick Eppehimer, Patrick Baldassarre, Peter Fehse, Stefano Borsato, Thomas Soltau, Trajan Langdon (2002-2003); David Vanterpool, Dušan Vukčević, Ivan Scarponi, Luca Vitali, Marco Tagliabue, Michalīs Kakiouzīs, Mindaugas Žukauskas, Roberto Chiacig, Tommaso Marino (2003-2004); Alberto Chiumenti, Alessandro Piazza, Amal McCaskill, Dalibor Bagarić, Erazem Lorbek, Martin Rančík, Miloš Vujanić, Riccardo Cortese, Rubén Douglas, Simone Cotani, Stefano Mancinelli (2004-05); Andrea Bargnani, Andrea Crosariol, Arnaldinho De Souza, Drew Nicholas, Ernests Kalve, Gino Cuccarolo, Guilherme Giovannoni, Luca Sottana, Marco Mordente, Marcus Goree, Matt Santangelo, Matteo Soragna, Petar Popović, Ramūnas Šiškauskas, Travon Bryant (2005-2006); Andy Panko, Domenico Barozzi, Franco Binotto, Ira Bowman, Jemeil Rich, Joseph Forte, Lonny Baxter, Matteo Nobile, Vladimer Boisa, Wade Helliwell (2006-2007); Andrea Galli, Drake Diener, Duccio Doretti, Héctor Romero, Keith McLeod, Marco Portannese, Mike Wilks, Raffaele Martone, Simone Berti, Stefano Crotta, Vlado Ilievski (2007-2008); Alessandro Pucci, Arriel McDonald, Francesco Ramenghi, Morris Finley, Nunzio Sabbatino, Simone Centanni (2008-2009); David Hawkins (2009-2010); Pietro Aradori, Giulio Maggiorelli, Bo McCalebb, Andrea Michelori, Diego Monaldi, Malik Hairston, Marco Perin, Milovan Raković (2010-11); Willie Deane, Keith Langford, Samardo Samuels, Mohamed Touré, C.J. Wallace, Kristjan Kangur (2013-14); David Logan, Édgar Sosa, Matteo Formenti, Giacomo Devecchi, Shane Lawal, Massimo Chessa, Jerome Dyson, Brian Sacchetti, Cheikh Mbodj, Manuel Vanuzzo, Jeff Brooks, Kenny Kadji, Enrico Merella, Miroslav Todić (2014-15); Mantas Kalnietis, Krunoslav Simon, Milan Mačvan, Jamel McLean, Oliver Lafayette, Charles Jenkins, Daniele Magro, Stanko Barać, Andrea Amato, Robbie Hummel (2015-16); Jamelle Hagins, Melvin Ejim, Hrvoje Perić, Nicholas Groppi, Edoardo Battiston, Federico Miaschi, Ariel Filloy, Ben Ortner, Michele Antelli, Simone Bergamo, Vincenzo Taddeo, Jeff Viggiano, Tyrus McGee (2016-17); Andrew Goudelock, Vladimir Micov, Giordano Bortolani, Samuele Giardini, Simone Vecerina, Davide Pascolo, Mindaugas Kuzminskas, Amath M'Baye, Jordan Theodore, Dairis Bertāns, Artūras Gudaitis, Simone Fontecchio, Cory Jefferson (2017-18); D.J. Kennedy, Austin Daye, Andrea De Nicolao, Gašper Vidmar, Mihajlo Jerkovic, Deron Washington, Marco Giuri, Valerio Mazzola, Mitchell Watt, Tomáš Kyzlink (2018-19), Miloš Teodosić, Julian Gamble, Kyle Weems, Vince Hunter, Amar Alibegovic, Josh Adams, Stefan Marković, Amedeo Tessitori, Stefan Nikolić, Lorenzo Deri, Matteo Barbieri (2020-21); Jerian Grant, Ben Bentil, Troy Daniels, Sergio Rodríguez, Kōnstantinos Mītoglou, Malcolm Delaney, Trey Kell, Andrea Leoni, Riccardo Moraschini, Gianmarco Fiorillo, Giuseppe Invernizzi (2021-22); Deshaun Thomas, Naz Mitrou-Long, Brandon Davies, Timothé Luwawu-Cabarrot, Luca Panna (2022-23), Nikola Mirotić, Diego Flaccadori, Alex Poythress, Maodo Lo, Ismaël Kamagate, Guglielmo Caruso, Denzel Valentine, Luigi Suigo, Achille Lonati, Francesco Marcucci, Diego Garavaglia (2023-24); Isaïa Cordinier, Will Clyburn, Brandon Taylor, Tornik'e Shengelia, Matt Morgan, Achille Polonara, Mouhamet Diouf, Ante Žižić, Nicola Akele, Justin Holiday, Matteo Accorsi, Andrejs Gražulis, Rayjon Tucker (2024-25). | Carlo Andreoli, Angelo Bagnato, Poligono Longoni, Evezio Perabò, Augusto Vitali (1920); Vito Baccarini, Gustavo Laporte, Manzotti, Arrigo Muggiani, Marco Muggiani (1923); Ballerini (1924); Luigi Binda (1925); Arnaldo Andrei, Vittorio Diana, Mario Guidarelli, Toti, Evaristo Zambelli (1928); Giorgio Cosmini, Nereo Crali (1930); Cavenni, Francesco Ferrero (1931); Ronaldo Diamanti, Claudio Zampieri (1932); Guglielmo Mancini (1933); Giorgio Fabro, Tullio Zanetti (1934); Remo Piana (1935); Alfredo Garavaglia (1938-39); Ermanno Antonini, Francesco Brunetti, Severino Radici (1940-41); G. De Nardus, Armando Fagarazzi, Amerigo Penzo (1941-42); Frezza, Guido Garlato (1942-43); Gianfranco Faccioli (1945-46); Cesare Negroni (1947-48); Dario Bertoncelli, Rinaldo Rinaldi, Paride Setti, Dario Zucchi, Dino Zucchi (1948-49); Virgilio Beretta, Pierluigi Fornasier, Luigi Sumberaz-Sotte (1949-50); Benanuz (1951-52); Riganti (1953-54); Mioli, Luciano Zia (1954-55); Malucelli, Nardi, Paolucci, Randi (1955-56); Ronald Clark (1956-57); George Bon Salle (1957-1958); Bertini, Peter Tillotson (1958-1959); Augusto Giomo (1959-1960); Tonino Zorzi (1960-1961); Magistrini, Mario Andreo, Vinicio Nesti (1960-1961); L. Ongaro (1961-1962); Andrea Ravalico, Antonio Bulgheroni, Bronzi, Sauro Bufalini, Valerio Vatteroni (1963-1964); Skip Thoren (1965-1966); Steve Chubin (1966-1967); Alberto De Simone, Alberto Merlati, Antonio Frigerio, Bob Burgess, Carlos D'Aquila, Cossettini, Marino, Munafò, Rossi, Tirabosco (1967-1968); Francesco Ovi (1968-1969); D'Amico (1970-1971); Arthur Kenney, Ferrari, Giorgio Giomo, Giuseppe Brumatti, Iacuzzo, Mauro Cerioni, Paolo Bianchi (1971-1972); Bartolucci, Chiarini (1972-1973); Sergio Rizzi, Mauro Salvaneschi (1973-1974); Antonio Farina, Bob Lienhard, Cancian, Fabrizio Della Fiori, Franco Meneghel, Mario Beretta (1974-1975); Luigi Serafini, Massimo Antonelli, Massimo Sacco, Terry Driscoll, Aldo Tommasini (1975-1976); Alberto Mottini, Sergio Rizzi (1976-1977); Carlo Rossetti, Charlie Yelverton, Diego Tosarini, Riccardo Caneva (1977-1978); Francesco Cantamessi (1979-1980); Alessandro Goti, Owen Wells (1978-1979); Ferdinando Possemato, Jim McMillian, Maurizio Pedretti (1979-1980); Antonello Riva, Antonio Sala, Bruce Flowers, Denis Innocentin, Eugenio Masolo, Beppe Bosa, Terry Stotts, Tom Boswell, Umberto Cappelletti, Valerio Fumagalli (1980-1981); Antonio Dalla Monica, Italo Pignolo, John Gianelli, Pierpaolo Del Buono, Rinaldo Innocenti, Vincenzo Sciacca, Vittorio Ferracini (1981-1982); Clarence Kea, Egidio Delle Vedove, Enrico Gilardi, Fabrizio Valente, Fulvio Polesello, Giuseppe Grimaldi, Kim Hughes, Larry Wright, Marco Solfrini, Massimo Prosperi, Paolo Scarnati, Roberto Castellano, Stefano Sbarra, Tullio Sacripanti (1982-1983); Alessandro Daniele, Domenico Fantin, Elvis Rolle, Gianluca Trisciani, Jan van Breda Kolff, Matteo Lanza, Maurizio Brunelli (1983-1984); Joe Barry Carroll, Tullio De Piccoli, Wally Walker (1984-1985); Andrea Blasi, Cedric Henderson (1985-1986); Ken Barlow (1986-1987); Aza Petrović, Danilo Del Cadia, Fabio Aureli, Giuseppe Natali, Greg Ballard, Matteo Minelli, Renzo Vecchiato, Roberto Cipolat, Silvano Motta (1987-1988); Albert King, Alessandro Chiodini, Davide Pessina, Bill Martin, Massimiliano Aldi, Piero Montecchi (1988-1989); Alessandro Boni (1989-1990); Giulio Rossi, Kelvin Upshaw, Marco Cognolato, Michele Verderame, Paolo Boesso, Paolo Calbini (1989-1990); Charles Shackleford, Claudio Acunzo, Cristiano Fazzi, Damiano Faggiano, Francesco Longobardi, Giacomantonio Tufano, Giuseppe Falco, Luigi Vertaldi, Massimiliano Rizzo, Sandro Dell'Agnello, Sergio Donadoni, Tellis Frank, Vincenzo Esposito, Virgilio Vitiello (1990-1991); Alberto Vianini, Andrea Buzzavo, Christian Mayer, Davide Piccoli, Fabio Morrone, Marco Mian, Massimo Iacopini, Nino Pellacani, Randolph Keys, Toni Kukoč, Vinny Del Negro (1991-1992); Bill Wennington, Davide Diacci, Emilio Marcheselli, Fausto Bernardelli, Stefano Sacchi (1992-1993); Alessandro Romboli, Christian Barzanti, Cliff Levingston, Giampiero Savio, Gianluca Porfiri (1993-1994); Flavio Bottiroli, Joe Binion, Marco Dondi Dall'Orologio, Valentino Battisti (1994-1995); Davide Cantarello, Dejan Bodiroga, Enrico Degli Agosti, Paolo Alberti, Rolando Blackman, Stefano Sala (1995-1996); Andrea Niccolai, Glenn Sekunda, Henry Williams, Marc Suhr, Željko Rebrača (1996-1997); Claudio Crippa, Davide Gonzo, Enrico Ravaglia, Fabio Espa, Fabio Ruini, Hugo Sconochini, John Amaechi, Radoslav Nesterovič, Steve Hansell, Zoran Savić (1997-1998); Alessandro Bianchi, Andrea Meneghin, Cristiano Zanus Fortes, Daniel Santiago, Francesco Vescovi, Maurizio Giadini, Veljko Mršić (1998-1999); Artūras Karnišovas, Carlton Myers, Claudio Pilutti, Dan Gay, Massimo Ruggeri, Mattia Soloperto, Robert Fultz, Stojko Vranković (1999-2000); David Brkic, Emanuel Ginóbili, Nikola Jestratijević, Rashard Griffith (2000-2001); Boštjan Nachbar, Charlie Bell, Francesco Basei, Nik'oloz Tskit'ishvili, Roberto Vendramin, Sergej Čikalkin (2001-2002); Alberto D'Incà, Charles O'Bannon, Dante Calabria, István Németh, Jon Larranaga, Krešimir Lončar, Manuchar Mark'oishvili, Nick Eppehimer, Patrick Baldassarre, Peter Fehse, Stefano Borsato, Thomas Soltau, Trajan Langdon (2002-2003); David Vanterpool, Dušan Vukčević, Ivan Scarponi, Luca Vitali, Marco Tagliabue, Michalīs Kakiouzīs, Mindaugas Žukauskas, Roberto Chiacig, Tommaso Marino (2003-2004); Alberto Chiumenti, Alessandro Piazza, Amal McCaskill, Dalibor Bagarić, Erazem Lorbek, Martin Rančík, Miloš Vujanić, Riccardo Cortese, Rubén Douglas, Simone Cotani, Stefano Mancinelli (2004-05); Andrea Bargnani, Andrea Crosariol, Arnaldinho De Souza, Drew Nicholas, Ernests Kalve, Gino Cuccarolo, Guilherme Giovannoni, Luca Sottana, Marco Mordente, Marcus Goree, Matt Santangelo, Matteo Soragna, Petar Popović, Ramūnas Šiškauskas, Travon Bryant (2005-2006); Andy Panko, Domenico Barozzi, Franco Binotto, Ira Bowman, Jemeil Rich, Joseph Forte, Lonny Baxter, Matteo Nobile, Vladimer Boisa, Wade Helliwell (2006-2007); Andrea Galli, Drake Diener, Duccio Doretti, Héctor Romero, Keith McLeod, Marco Portannese, Mike Wilks, Raffaele Martone, Simone Berti, Stefano Crotta, Vlado Ilievski (2007-2008); Alessandro Pucci, Arriel McDonald, Francesco Ramenghi, Morris Finley, Nunzio Sabbatino, Simone Centanni (2008-2009); David Hawkins (2009-2010); Pietro Aradori, Giulio Maggiorelli, Bo McCalebb, Andrea Michelori, Diego Monaldi, Malik Hairston, Marco Perin, Milovan Raković (2010-11); Willie Deane, Keith Langford, Samardo Samuels, Mohamed Touré, C.J. Wallace, Kristjan Kangur (2013-14); David Logan, Édgar Sosa, Matteo Formenti, Giacomo Devecchi, Shane Lawal, Massimo Chessa, Jerome Dyson, Brian Sacchetti, Cheikh Mbodj, Manuel Vanuzzo, Jeff Brooks, Kenny Kadji, Enrico Merella, Miroslav Todić (2014-15); Mantas Kalnietis, Krunoslav Simon, Milan Mačvan, Jamel McLean, Oliver Lafayette, Charles Jenkins, Daniele Magro, Stanko Barać, Andrea Amato, Robbie Hummel (2015-16); Jamelle Hagins, Melvin Ejim, Hrvoje Perić, Nicholas Groppi, Edoardo Battiston, Federico Miaschi, Ariel Filloy, Ben Ortner, Michele Antelli, Simone Bergamo, Vincenzo Taddeo, Jeff Viggiano, Tyrus McGee (2016-17); Andrew Goudelock, Vladimir Micov, Giordano Bortolani, Samuele Giardini, Simone Vecerina, Davide Pascolo, Mindaugas Kuzminskas, Amath M'Baye, Jordan Theodore, Dairis Bertāns, Artūras Gudaitis, Simone Fontecchio, Cory Jefferson (2017-18); D.J. Kennedy, Austin Daye, Andrea De Nicolao, Gašper Vidmar, Mihajlo Jerkovic, Deron Washington, Marco Giuri, Valerio Mazzola, Mitchell Watt, Tomáš Kyzlink (2018-19), Miloš Teodosić, Julian Gamble, Kyle Weems, Vince Hunter, Amar Alibegovic, Josh Adams, Stefan Marković, Amedeo Tessitori, Stefan Nikolić, Lorenzo Deri, Matteo Barbieri (2020-21); Jerian Grant, Ben Bentil, Troy Daniels, Sergio Rodríguez, Kōnstantinos Mītoglou, Malcolm Delaney, Trey Kell, Andrea Leoni, Riccardo Moraschini, Gianmarco Fiorillo, Giuseppe Invernizzi (2021-22); Deshaun Thomas, Naz Mitrou-Long, Brandon Davies, Timothé Luwawu-Cabarrot, Luca Panna (2022-23), Nikola Mirotić, Diego Flaccadori, Alex Poythress, Maodo Lo, Ismaël Kamagate, Guglielmo Caruso, Denzel Valentine, Luigi Suigo, Achille Lonati, Francesco Marcucci, Diego Garavaglia (2023-24); Isaïa Cordinier, Will Clyburn, Brandon Taylor, Tornik'e Shengelia, Matt Morgan, Achille Polonara, Mouhamet Diouf, Ante Žižić, Nicola Akele, Justin Holiday, Matteo Accorsi, Andrejs Gražulis, Rayjon Tucker (2024-25). |

Non sono conteggiati gli scudetti del 2011-2012 e 2012-2013, revocati alla Mens Sana Siena dal Tribunale Federale della FIP..

## Campionati femminili
| Vittorie            | Nome | Squadre e stagioni |
| ------------------- | --- | --- |
| 16                  | Raffaella Masciadri | Pool Comense: 1996-97, 1997-98, 1998-99, 2001-02, 2003-04; Famila Schio: 2004-05, 2005-06, 2007-08, 2010-11, 2012-13; 2013-14, 2014-15, 2015-16, 2017-18, 2018-19 |
| 15                  | Mara Fullin | Vicenza: 1981-82, 1982-83, 1983-84, 1984-85, 1985-86, 1986-87, 1987-88; Pool Comense: 1990-91, 1991-92, 1992-93, 1993-94, 1994-95, 1995-96, 1996-97, 1997-98 |
| 12                  | Catarina Pollini | Vicenza: 1981-82, 1982-83, 1983-84, 1984-85, 1985-86, 1986-87, 1987-88; Ahena Cesena: 1989-90; Pool Comense: 1994-95, 1995-96, 1996-97, 1997-98 |
| 10                  | Nerina Bertolini | Canottieri Milano: 1933, 1934, 1935; Ambrosiana-Inter: 1936, 1936-37, 1937-38, 1938-39; Canottieri Milano: 1942-43; Bernocchi Legnano: 1946-47, 1947-48 |
| 10                  | Wanda Sandon | Vicenza: 1968-1969; GEAS: 1974-75, 1975-1976, 1976-1977, 1977-1978; FIAT: 1978-1979, 1979-1980; Vicenza: 1981-82, 1982-83, 1983-84 |
| 10                  | Stefania Passaro | Vicenza: 1982-83, 1983-84, 1984-85, 1985-86, 1986-87; Pool Comense: 1990-91, 1991-92, 1992-93, 1993-94, 1994-95 |
| 10                  | Viviana Ballabio | Pool Comense: 1990-91, 1991-92, 1992-93, 1993-94, 1994-95, 1995-1996, 1996-1997, 1997-1998, 1998-1999, 2001-2002 |
| 9                   | Nicoletta Persi | Ginn. Triestina: 1955-1960, 1956-1957; A.P. Udinese: 1958-1959, 1959-1960; Vicenza: 1964-1965, 1965-1966, 1966-1967, 1967-1968, 1968-1969 |
| 9                   | Lidia Gorlin | FIAT: 1978-1979, 1979-1980; Vicenza: 1981-1982, 1982-83, 1983-84, 1984-85, 1985-86, 1986-87, 1987-1988 |
| 9                   | Laura Macchi | Pool Comense: 2001-02, 2003-04; Famila Schio: 2007-08, 2010-11, 2012-13; 2013-14, 2014-15, 2015-16, 2017-18 |
| 8                   | Bruna Bertolini | Gioiosa: 1932; Canottieri Milano: 1933, 1934, 1935; Ambrosiana-Inter: 1936, 1936-37, 1937-38, 1938-39 |
| 8                   | Nidia Pausich | A.P. Udinese: 1958-1959, 1959-1960, 1960-1961; Vicenza: 1964-1965, 1965-1966, 1966-1967, 1967-1968, 1968-1969 |
| 8                   | Mabel Bocchi | GEAS: 1969-70, 1970-71, 1971-72, 1973-74, 1974-75, 1975-1976, 1976-1977, 1977-1978 |
| 8                   | Elena Paparazzo | Pool Comense: 1994-1995, 1995-1996, 1996-1997, 1997-1998, 1998-1999, 2001-2002, 2003-2004; Famila Schio: 2010-11 |
| 8                   | Giorgia Sottana | Taranto Cras: 2011-12; Famila Schio: 2012-13; 2013-14, 2014-15, 2015-16, 2021-22, 2022-23, 2024-25. |
| 7                   | Pierina Borsani | Gioiosa: 1932; Canottieri Milano: 1933, 1934, 1935, Ambrosiana-Inter: 1936, 1936-37, 1938-39 |
| 7                   | Matilde Moraschi | Pro Patria: 1928; Canottieri Milano: 1934, 1935; Ambrosiana-Inter: 1936, 1936-37, 1937-38, 1938-39 |
| 7                   | Idelma Tommasini | Bernocchi Legnano: 1946-47, 1947-48, 1953-54, 1954-55; Pool Comense: 1949-50, 1950-51, 1951-52 |
| 7                   | Franca Ronchetti | Pool Comense: 1949-50, 1950-51, 1951-52, 1952-53; FIAT: 1961-62, 1962-63, 1963-64 |
| 7                   | Valentina Peruzzo | Vicenza: 1981-1982, 1982-1983, 1983-1984, 1984-1985, 1985-1986, 1986-1987, 1987-1988 |
| 6                   | | |
| Luigina Agostinelli | Vicenza: 1965-1966, 1966-1967, 1967-1968, 1968-1969; GEAS: 1970-1971, 1971-1972 | |
| Rosetta Bozzolo     | Vicenza: 1968-1969; GEAS: 1971-72, 1973-74, 1974-75, 1976-1977, 1977-1978 | |
| Bridgette Gordon    | Pool Comense: 1990-1991, 1991-1992, 1992-1993, 1993-1994, 1994-1995, 1995-1996 | |
| Silvia Todeschini   | Pool Comense: 1990-1991, 1991-1992, 1992-1993, 1993-1994, 1994-1995, 1995-1996 | |
| Renata Salvestrini  | Pool Comense: 1990-1991, 1991-1992, 1992-1993, 1993-1994, 1995-1996, 2001-2002 | |
| 5                   | Gabriella Santoro | Bernocchi Legnano: 1946-47, 1947-48; Pool Comense: 1950-51, 1951-52, 1952-53 |
| 5                   | Licia Bradamante | Bernocchi Legnano: 1953-1954, 1954-1955; A.P. Udinese: 1958-1959, 1959-1960, 1960-1961 |
| 5                   | Mirella Faggionato | Vicenza: 1964-65, 1965-66, 1966-67, 1967-68, 1968-69 |
| 5                   | Marisa Gentilin | Vicenza: 1964-65, 1965-66, 1966-67, 1967-68, 1968-69 |
| 5                   | Silvana Grisotto | FIAT: 1961-1962, 1962-1963, 1963-1964; GEAS: 1969-70, 1970-71 |
| 5                   | Lucia Colavizza | GEAS: 1969-70, 1970-71, 1971-72, 1973-74, 1974-75 |
| 5                   | Paola Dalla Longa | GEAS: 1969-70, 1970-71, 1971-72, 1973-74, 1974-75 |
| 5                   | Dora Ciaccia | GEAS: 1973-74, 1974-75, 1975-1976, 1976-1977, 1977-1978 |
| 5                   | Francesca Zara | Pool Comense: 1996-1997, 1997-1998, 1998-1999, 1995-1996, 2001-2002 |
| 5                   | Elisabetta Moro | Taranto Cras: 2002-03; Famila Schio: 2004-05, 2005-06, 2007-08, 2010-11 |
| 5                   | Élodie Godin | Taranto Cras: 2008-09, 2009-10; Famila Schio: 2011-12, 2012-13; 2013-14 |
| 5                   | Kathrin Ress | Famila Schio: 2007-08; 2013-14, 2014-15, 2015-16, 2017-18 |
| 5                   | Martina Crippa | Le Mura Lucca: 2016-17; Famila Schio: 2018-19, 2021-22, 2022-23, 2024-25 |
| 4                   | Maria Piantanida, Lina Banzi (1925, 1926, 1927, 1928); Ilda Colombo, Olga Campanati, Marisa Cavallotti, Pia Cavallotti (1932, 1933, 1934, 1935); Anna Branzoni, Liliana Ronchetti (1949-50, 1950-51, 1951-52, 1952-53); Bortolotto, Verdi (1964-1965, 1965-1966, 1966-1967, 1967-1968); Lella Battistella (1966-1967, 1967-1968, 1976-1977, 1977-1978); Cristina Tonelli (1973-1974, 1975-1976, 1976-1977, 1977-1978); Stefania Stanzani (1983-84, 1984-85, 1985-86, 1986-87); Janice Lawrence (1984-85, 1985-86, 1986-87, 1987-1988); Di Blasi, Razija Mujanović (1992-1993, 1993-1994, 1994-1995, 1995-1996); Deborah Mari (1990-1991, 1991-1992, 1995-1996, 1996-1997); Isabelle Yacoubou (2010-11, 2014-15, 2015-16, 2017-18); Jolene Anderson (2013-14, 2014-15, 2015-16, 2017-18); Francesca Dotto (2016-17, 2017-18, 2018-19, 2021-22); Martina Bestagno (2015-16, 2020-21, 2022-23, 2024-25). | Maria Piantanida, Lina Banzi (1925, 1926, 1927, 1928); Ilda Colombo, Olga Campanati, Marisa Cavallotti, Pia Cavallotti (1932, 1933, 1934, 1935); Anna Branzoni, Liliana Ronchetti (1949-50, 1950-51, 1951-52, 1952-53); Bortolotto, Verdi (1964-1965, 1965-1966, 1966-1967, 1967-1968); Lella Battistella (1966-1967, 1967-1968, 1976-1977, 1977-1978); Cristina Tonelli (1973-1974, 1975-1976, 1976-1977, 1977-1978); Stefania Stanzani (1983-84, 1984-85, 1985-86, 1986-87); Janice Lawrence (1984-85, 1985-86, 1986-87, 1987-1988); Di Blasi, Razija Mujanović (1992-1993, 1993-1994, 1994-1995, 1995-1996); Deborah Mari (1990-1991, 1991-1992, 1995-1996, 1996-1997); Isabelle Yacoubou (2010-11, 2014-15, 2015-16, 2017-18); Jolene Anderson (2013-14, 2014-15, 2015-16, 2017-18); Francesca Dotto (2016-17, 2017-18, 2018-19, 2021-22); Martina Bestagno (2015-16, 2020-21, 2022-23, 2024-25). |
| 3                   | Giuseppina Ferré (1925, 1926, 1927), Angelica Servi (1926, 1927, 1928); Pinuccia Brescia (1936, 1936-37, 1937-38); Adriana Mengaldo, Maria Mengaldo (1936-37, 1937-38, 1941-42); Rosa Boccalini (1936-37, 1937-38, 1938-39); Olga Mauri, Angela Vacchini (1937-38, 1938-39, 1942-43); Diana Cenni, Rosa Nicolino (1942-43, 1946-47, 1947-48); Ornella Buttini (1949-50, 1950-51, 1951-52); Cerutti (1949-50, 1951-52, 1952-53); Giordano (1949-50, 1950-51, 1952-53); Cozzi (1947-48, 1953-54, 1954-55); Laura Vascotto, Maria Benevol, Marisa Magris, Maraspin, Mirella Tarabocca (1955-1956, 1956-1957, 1957-1958); De Santis, Franca Vendrame, Penso, S. Vendrame (1958-1959, 1959-1960, 1960-1961); Fiorenza Lavia, Frola, Marianna Del Mestre, Teresina Cirio (1961-1962, 1962-1963, 1963-1964); Franzon (1964-1965, 1965-1966, 1966-1967); Daniela Bognolo, Silvana Tommasoni (1969-70, 1970-71, 1971-72); Renata Moreschi (1969-1970, 1970-1971, 1973-1974); Cesati, Fogliani, Marina Re (1975-1976, 1976-1977, 1977-1978); Paola Dal Corso, Bev Smith (1982-83, 1983-84, 1984-85); Laura Biondani (1982-83, 1984-85, 1985-86); Barocco (1985-1986, 1986-1987, 1987-1988); Brena, Laura Gaudenzio (1990-1991, 1991-1992, 1992-1993); Monica Stazzonelli (1992-93, 1993-94, 1996-97); Sarti (1994-1995, 1995-1996, 1996-1997); Renata Zocco (1989-1990, 1997-1998, 1998-1999); Francesca Rossi (1996-1997, 1997-1998, 1998-1999); Angela Arcangeli (1993-94, 1994-95, 2000-01); Mariangela Cirone (2001-2002, 2003-2004, 2006-2007); Simona Tassara (1989-1990, 2002-2003, 2007-2008); Bethany Donaphin (2004-2005, 2005-2006, 2007-2008); Sara Giauro (2006-'07, 2009-10, 2011-12); Michelle Greco, Megan Mahoney, Valentina Siccardi (2008-'09, 2009-10, 2011-12); Chiara Consolini (2004-05, 2007-08, 2012-13); Emanuela Ramon (2005-06, 2010-11, 2012-13); Jenifer Nadalin (2010-11, 2012-13; 2013-14); Giulia Gatti, Cecilia Zandalasini (2014-15, 2015-16, 2017-18); Eva Lisec (2015-16, 2017-18, 2018-19); Valeria Battisodo (2015-16, 2016-17, 2018-19); Costanza Verona, Jasmine Keys (2021-22, 2022-23, 2024-25); Olbis Andrè (2018-19, 2021-22, 2024-25). | Giuseppina Ferré (1925, 1926, 1927), Angelica Servi (1926, 1927, 1928); Pinuccia Brescia (1936, 1936-37, 1937-38); Adriana Mengaldo, Maria Mengaldo (1936-37, 1937-38, 1941-42); Rosa Boccalini (1936-37, 1937-38, 1938-39); Olga Mauri, Angela Vacchini (1937-38, 1938-39, 1942-43); Diana Cenni, Rosa Nicolino (1942-43, 1946-47, 1947-48); Ornella Buttini (1949-50, 1950-51, 1951-52); Cerutti (1949-50, 1951-52, 1952-53); Giordano (1949-50, 1950-51, 1952-53); Cozzi (1947-48, 1953-54, 1954-55); Laura Vascotto, Maria Benevol, Marisa Magris, Maraspin, Mirella Tarabocca (1955-1956, 1956-1957, 1957-1958); De Santis, Franca Vendrame, Penso, S. Vendrame (1958-1959, 1959-1960, 1960-1961); Fiorenza Lavia, Frola, Marianna Del Mestre, Teresina Cirio (1961-1962, 1962-1963, 1963-1964); Franzon (1964-1965, 1965-1966, 1966-1967); Daniela Bognolo, Silvana Tommasoni (1969-70, 1970-71, 1971-72); Renata Moreschi (1969-1970, 1970-1971, 1973-1974); Cesati, Fogliani, Marina Re (1975-1976, 1976-1977, 1977-1978); Paola Dal Corso, Bev Smith (1982-83, 1983-84, 1984-85); Laura Biondani (1982-83, 1984-85, 1985-86); Barocco (1985-1986, 1986-1987, 1987-1988); Brena, Laura Gaudenzio (1990-1991, 1991-1992, 1992-1993); Monica Stazzonelli (1992-93, 1993-94, 1996-97); Sarti (1994-1995, 1995-1996, 1996-1997); Renata Zocco (1989-1990, 1997-1998, 1998-1999); Francesca Rossi (1996-1997, 1997-1998, 1998-1999); Angela Arcangeli (1993-94, 1994-95, 2000-01); Mariangela Cirone (2001-2002, 2003-2004, 2006-2007); Simona Tassara (1989-1990, 2002-2003, 2007-2008); Bethany Donaphin (2004-2005, 2005-2006, 2007-2008); Sara Giauro (2006-'07, 2009-10, 2011-12); Michelle Greco, Megan Mahoney, Valentina Siccardi (2008-'09, 2009-10, 2011-12); Chiara Consolini (2004-05, 2007-08, 2012-13); Emanuela Ramon (2005-06, 2010-11, 2012-13); Jenifer Nadalin (2010-11, 2012-13; 2013-14); Giulia Gatti, Cecilia Zandalasini (2014-15, 2015-16, 2017-18); Eva Lisec (2015-16, 2017-18, 2018-19); Valeria Battisodo (2015-16, 2016-17, 2018-19); Costanza Verona, Jasmine Keys (2021-22, 2022-23, 2024-25); Olbis Andrè (2018-19, 2021-22, 2024-25). |
| 2                   | Reginetta De Simoni, Sidonia Radice (1925, 1926), Barbieri, Castiglioni, De Dionigi (1927, 1928); Maria Cossovel, Laura Bidoli, Derna Polazzo, Silia Martini, Tina Steiner, Ada Novak, Edmea Manfreda (1930, 1931); Bianca Marconcini, Hervé Marconcini (1936, 1936-37); Mengaldo (1946-47, 1947-48), Francesca Cipriani (1948-49, 1952-53); Carla Guidi (1949-50, 1951-52); Alchieri Ornella(1949-50, 1952-53); Agosto, Maria Pia Mapelli, Ilena Pasquali, Licia Pasquali, Soldo (1953-54, 1954-55); Liana Nunzi (1955-56, 1956-57); Tonini (1948-49, 1957-58); Imelda Prennuschi (1956-1957, 1957-1958); Rattin (1958-1959, 1959-1960); Lunazzi, Marisa Geroni (1959-1960, 1960-1961); Bassino, Giovanna Sesto, Ornella Donda (1961-1962, 1962-1963); Lonzar (1962-1963, 1963-1964); Maria Amedea Pelle, Paola Bordon (1969-1970, 1970-1971); Ester Milocco (1968-1969, 1972-1973); Barbara Costa (1971-1972, 1972-1973); Licia Toriser, Tiziana Fasso (1973-1974, 1974-1975); Peri (1974-1975, 1975-1976); Lucia Apostoli (1972-1973, 1978-1979); Fiorella Teoldi (1973-1974, 1978-1979); Chiara Guzzonato, Mariangela Piancastelli, Roberta Faccin, Rosanna Vergnano, Sandra Palombarini, Silvia Daprà (1978-1979, 1979-1980); Antonella Armilletti (1982-1983, 1984-1985); Katia Peruzzo (1981-1982, 1985-1986); Cappa (1985-1986, 1987-1988); Amalia Pomilio (1986-1987, 1987-1988); Ivana Caldato (1980-1981, 1989-1990); Valerie Still (1990-1991, 1991-1992); Sara Gaspari (1993-1994, 1994-1995); Girardin (1994-1995, 1995-1996); Andrea Congreaves, Lupo (1996-1997, 1997-1998); Adriana Galimberti, Chiarelli, Isabelle Fijalkowski (1997-1998, 1998-1999); Sofia Vinci (1988-1989, 1999-2000); Novella Schiesaro (1989-1990, 2000-2001); Jurgita Štreimikytė (1998-1999, 2001-2002); Tari Phillips (1999-2000, 2002-2003); Anna Pozzan, Cíntia Tuiú, Marta Rezoagli, Penny Taylor (2004-2005, 2005-2006); Federica Ciampoli (2005-2006, 2007-2008); Rosi Sánchez (2007-2008, 2008-2009); Anna Oliva, Anna Zimerle, Flávia Prado, Martina Dimonte, Rebekkah Brunson, Ilisaine Karen David (2008-2009, 2009-2010); Marta Masoni (2008-'09, 2011-12); Angela Gianolla (2009-10, 2011-12); Kathy Wambe (2009-10, 2012-13); Elisa Ercoli, Martina Mosetti (2012-13, 2013-14); Katalin Honti, Laura Spreafico (2013-14, 2014-15); Monique Ngo Ndjock (2016-17, 2017-18); Jantel Lavender (2012-13, 2018-19); Sandrine Gruda (2018-19, 2021-22); Elisa Penna (2020-21, 2022-23); Kim Mestdagh (2021-22, 2022-23), Martina Fassina (2018-19, 2023-24), Laura Meldere, Francesca Pan (2020-21, 2023-24), Žofia Hruščáková (2017-18, 2024-25), Kitija Laksa (2021-22, 2024-25). | Reginetta De Simoni, Sidonia Radice (1925, 1926), Barbieri, Castiglioni, De Dionigi (1927, 1928); Maria Cossovel, Laura Bidoli, Derna Polazzo, Silia Martini, Tina Steiner, Ada Novak, Edmea Manfreda (1930, 1931); Bianca Marconcini, Hervé Marconcini (1936, 1936-37); Mengaldo (1946-47, 1947-48), Francesca Cipriani (1948-49, 1952-53); Carla Guidi (1949-50, 1951-52); Alchieri Ornella(1949-50, 1952-53); Agosto, Maria Pia Mapelli, Ilena Pasquali, Licia Pasquali, Soldo (1953-54, 1954-55); Liana Nunzi (1955-56, 1956-57); Tonini (1948-49, 1957-58); Imelda Prennuschi (1956-1957, 1957-1958); Rattin (1958-1959, 1959-1960); Lunazzi, Marisa Geroni (1959-1960, 1960-1961); Bassino, Giovanna Sesto, Ornella Donda (1961-1962, 1962-1963); Lonzar (1962-1963, 1963-1964); Maria Amedea Pelle, Paola Bordon (1969-1970, 1970-1971); Ester Milocco (1968-1969, 1972-1973); Barbara Costa (1971-1972, 1972-1973); Licia Toriser, Tiziana Fasso (1973-1974, 1974-1975); Peri (1974-1975, 1975-1976); Lucia Apostoli (1972-1973, 1978-1979); Fiorella Teoldi (1973-1974, 1978-1979); Chiara Guzzonato, Mariangela Piancastelli, Roberta Faccin, Rosanna Vergnano, Sandra Palombarini, Silvia Daprà (1978-1979, 1979-1980); Antonella Armilletti (1982-1983, 1984-1985); Katia Peruzzo (1981-1982, 1985-1986); Cappa (1985-1986, 1987-1988); Amalia Pomilio (1986-1987, 1987-1988); Ivana Caldato (1980-1981, 1989-1990); Valerie Still (1990-1991, 1991-1992); Sara Gaspari (1993-1994, 1994-1995); Girardin (1994-1995, 1995-1996); Andrea Congreaves, Lupo (1996-1997, 1997-1998); Adriana Galimberti, Chiarelli, Isabelle Fijalkowski (1997-1998, 1998-1999); Sofia Vinci (1988-1989, 1999-2000); Novella Schiesaro (1989-1990, 2000-2001); Jurgita Štreimikytė (1998-1999, 2001-2002); Tari Phillips (1999-2000, 2002-2003); Anna Pozzan, Cíntia Tuiú, Marta Rezoagli, Penny Taylor (2004-2005, 2005-2006); Federica Ciampoli (2005-2006, 2007-2008); Rosi Sánchez (2007-2008, 2008-2009); Anna Oliva, Anna Zimerle, Flávia Prado, Martina Dimonte, Rebekkah Brunson, Ilisaine Karen David (2008-2009, 2009-2010); Marta Masoni (2008-'09, 2011-12); Angela Gianolla (2009-10, 2011-12); Kathy Wambe (2009-10, 2012-13); Elisa Ercoli, Martina Mosetti (2012-13, 2013-14); Katalin Honti, Laura Spreafico (2013-14, 2014-15); Monique Ngo Ndjock (2016-17, 2017-18); Jantel Lavender (2012-13, 2018-19); Sandrine Gruda (2018-19, 2021-22); Elisa Penna (2020-21, 2022-23); Kim Mestdagh (2021-22, 2022-23), Martina Fassina (2018-19, 2023-24), Laura Meldere, Francesca Pan (2020-21, 2023-24), Žofia Hruščáková (2017-18, 2024-25), Kitija Laksa (2021-22, 2024-25). |
| 1                   | Andreina Sacco, Marina Zanetti, Migliorina Gatti, Marina Montanara, Ada Regis, Teresa Nardi (1924); Elsa Maustig, (1930); Wanda Vida (1931); Emilia Porro (1932), Irma Spranghi, Bonocore (1936); Laura Grassi, (1937-38); Anna Giglieri, Wanda Rizza, Giacconi (1938-39); Mafalda Alessandrini, Etta Ballaben, Bianca Cuderi, Danira Masutti, Fernanda Nova, Pia Punter, Alice Plet, Iolanda Vido, Silvana Rocco, Simich (1939-40); Maria Cunsolo, Renata Botta, Carmen Nasti, Faiella, Maria Immacolata De Falco, Rosaria Imparato, Teresa De Falco, Carmelina Cunsolo, Emilia Galluccio, Fasulo (1940-41); Elsa Cenci, Gianna Alfieri, Giulia Secchi, Maria Luisa Quarti, Sandri, Vittoria Ferrari, Bianca Marchesi (1941-42); Anna Franzoni, Sandra Maiocchi, Maria Pia Re, Gianna Rusconi, Gabriella Santoro, Mina Volante (1942-43); Bonato, Borin, Campanini, Maso, Merlo, Scoccimarro, Zane (1945-46); Magnoni, Rossi (1946-47); Battistoni, Magni, Piaia (1947-48); Giuliana Bertea, Ferri, Gabriella Folliero, Francia, Marchi, Gianna Marietti, Marinello, Tampe (1948-49); Casartelli (1949-50); Favoni, Ortobelli, Pelloli, Santoro, Serpellon (1952-53); Marisa Caciolli, Rossana Serafini (1953-54); M. Pellegrini, W. Pellegrini (1954-55); Martinoli, Relli, Zidane (1955-56); Imelda Prennuschi, Sossi (1956-57); Sossi (1956-1957); Bettoso, G. Vascotto (1957-1958); Baroni, Kalusevic, Trieb (1958-1959); Cestari, Rigo (1960-1961); Ogrizovich (1961-1962); Costa, Di Rienzo, Loredana Vincenzi (1963-1964); Colla, Medin, Rigodanza (1964-1965); Gelai (1965-1966); Viero (1966-1967); Carmen Zandonadi (1967-1968); Antonini, Negri (1968-1969); Carla Goggioli (1969-1970); Trevisan (1970-1971); Lesica (1971-1972); Anna Bozzi, Fiorella Alderighi, Giammona, Gianna Ghirri, Guglielmina Fiorio, Tessarolo, Umberta Pareschi, Vaghi (1972-1973); A. Bocchi (1974-1975); Daniela Citarelli, Fiorella Bongini (1975-1976); Bonora, Sanfilippo (1976-1977); Maria Baldini (1977-1978); Giuseppina Montanari, Orietta Grossi (1979-1980); Aglialoro, Bianca Rossi, Daniela Grosso, Galdina Baruzzo, Lorella Bernardoni, Maria Luisa Premier, M. Caldato, Serena Bontempi, Marina Monti (1980-1981); Chris Kirchner, Cristina Grana, Federica Sbrissa (1981-1982); Barbara Cappellini, Maria Rosa Merlin, Silvia Pegoraro, Serena Stanzani (1982-83); Cinzia Zanotti, Grillo (1983-1984); Francesca Bortolan (1986-1987); Adamoli, Noale, Silvestrini (1987-1988); Annarita Anellino, Daniela Altamore, Elena Ingargiola, Pina Tufano, Lynette Woodard, Mara Nimis, Maria Grazia Ursino, Maria Puglisi, Regina Street, Roberta Gitani, Susanna Padovani (1988-1989); Alessandra Gennari, Andrea Lloyd, Clarissa Davis, Ivana Donadel, Laura Gori, Mariella Barbaro, Pamela Ferrari, Sofia Mecati (1989-1990); Bianco (1990-1991); Daedra Charles, Elisabetta Cesarini (1991-1992): Veronese (1992-1993); Molteni, Rodighiero (1993-1994); Ceccon (1995-1996); Stazzonelli, Teresa Weatherspoon (1996-1997); Alessandra Santos, Rizzardi, Svetlana Kuznecova (1998-1999); Érica Sánchez, Iris Ferazzoli, Manuela Monticelli, Rita La Rosa, Saška Aleksandrova, Silvia Gottardi, Susanna Bonfiglio, Tania Seino, Reda Aleliūnaitė, Tania Ferrazza (1999-00); Anna Costalunga, Eleonora Magaddino, Gordana Grubin, Marianna Balleggi, Nicosia, Valentina Gardellin, Michele Van Gorp, Yerushia Brown, Yolanda Griffith (2000-2001); Allyson Caggio, Chasity Melvin, Claudia Bussola, Federica Acerbis, Mery Andrade (2001-2002); Albertazzi, Cristina Correnti, Giulia Casadio, Michela Franchetti, Nieves Anula, Teresa Palmisano, Vicky Bullett (2002-2003); Elisa Zanon, Emma Pini, Eszter Újvári, Mara Invernizzi, Martina Ruspa, Sabrina Scott, Valentina Donvito (2003-2004); Erica Caracciolo, Lorenza Arnetoli, Michela Marcato, Nicoletta Caselin (2004-2005); Eleonora Lascala (2005-2006); Astou Ndiaye, Immacolata Gentile, Kedra Holland-Corn, Lidia Mirchandani, Nicole Antibe, Paola Mauriello, Stefania Paterna, Valentina Fabbri (2006-2007); Bernadette Ngoyisa, Deanne Butler, Jenna Rubino (2007-2008); Audrey Sauret, Maria Schiavone, Monica Bello, Nicla Martellotta, Suzy Batkovic (2008-2009), Jami Montagnino (2009-2010); Chiara Pastore, Maria Zanella, Liron Cohen, Janel McCarville, Maja Erkič (2010-11); Simona Ballardini, Dubravka Dačić, Zenta Meļņika, Florina Pașcalău, Kia Vaughn (2011-12); Laura Benko, Danielle McCray, Eleonora Zanetti (2012-13); Erlana Larkins, Courtney Vandersloot, Laura Spreafico, Erica Reggiani (2013-14); Iva Slišković, Chiney Ogwumike, Laura Reani, Francesca Putti (2014-15); Ashley Walker (2015-16); Arianna Landi, Federica Tognalini, Kayla Pedersen, Julie Wojta, Jillian Harmon, Maria Miccoli, Carolina Salvestrini, Martina Mandroni (2016-17); Endéné Miyem, Marzia Tagliamento, Giulia Vaidanis (2017-18); Marcella Filippi, Allie Quigley, Jacqueline Gemelos, Milica Mićović (2018-19); Debora Carangelo, Natasha Howard, Giulia Natali, Yvonne Anderson, Gintare Petronyte, Temitope Fagbenle, Beatrice Attura, Francesca Leonardi, Noemi Celani (2020-21), Charli Collier, Valeria De Pretto, Diamond DeShields, Beatrice Del Pero, Aby Gaye, Monika Grigalauskytė, Martina Mutterle (2021-22); Marina Mabrey, Ajsa Sivka, Rhyne Howard, Eglė Šikšniūtė, Eleanna Christinakī, Amanda Zahui, Astou Ndour (2022-23), Caterina Logoh, Lisa Berkani, Maddalena Gorini, Matilde Villa, Giuditta Nicolodi, Anna Makurat, Alexa Held, Lorela Cubaj, Mariella Santucci, Emma D'Este, Jessica Shepard, Awak Kuier, Anita Franchini (2023-24); Dorka Juhász, Carlotta Zanardi, Ilaria Panzera, Janelle Salaün, Ivana Dojkić, Alessandra Cosaro, Raisa Simion (2024-25). | Andreina Sacco, Marina Zanetti, Migliorina Gatti, Marina Montanara, Ada Regis, Teresa Nardi (1924); Elsa Maustig, (1930); Wanda Vida (1931); Emilia Porro (1932), Irma Spranghi, Bonocore (1936); Laura Grassi, (1937-38); Anna Giglieri, Wanda Rizza, Giacconi (1938-39); Mafalda Alessandrini, Etta Ballaben, Bianca Cuderi, Danira Masutti, Fernanda Nova, Pia Punter, Alice Plet, Iolanda Vido, Silvana Rocco, Simich (1939-40); Maria Cunsolo, Renata Botta, Carmen Nasti, Faiella, Maria Immacolata De Falco, Rosaria Imparato, Teresa De Falco, Carmelina Cunsolo, Emilia Galluccio, Fasulo (1940-41); Elsa Cenci, Gianna Alfieri, Giulia Secchi, Maria Luisa Quarti, Sandri, Vittoria Ferrari, Bianca Marchesi (1941-42); Anna Franzoni, Sandra Maiocchi, Maria Pia Re, Gianna Rusconi, Gabriella Santoro, Mina Volante (1942-43); Bonato, Borin, Campanini, Maso, Merlo, Scoccimarro, Zane (1945-46); Magnoni, Rossi (1946-47); Battistoni, Magni, Piaia (1947-48); Giuliana Bertea, Ferri, Gabriella Folliero, Francia, Marchi, Gianna Marietti, Marinello, Tampe (1948-49); Casartelli (1949-50); Favoni, Ortobelli, Pelloli, Santoro, Serpellon (1952-53); Marisa Caciolli, Rossana Serafini (1953-54); M. Pellegrini, W. Pellegrini (1954-55); Martinoli, Relli, Zidane (1955-56); Imelda Prennuschi, Sossi (1956-57); Sossi (1956-1957); Bettoso, G. Vascotto (1957-1958); Baroni, Kalusevic, Trieb (1958-1959); Cestari, Rigo (1960-1961); Ogrizovich (1961-1962); Costa, Di Rienzo, Loredana Vincenzi (1963-1964); Colla, Medin, Rigodanza (1964-1965); Gelai (1965-1966); Viero (1966-1967); Carmen Zandonadi (1967-1968); Antonini, Negri (1968-1969); Carla Goggioli (1969-1970); Trevisan (1970-1971); Lesica (1971-1972); Anna Bozzi, Fiorella Alderighi, Giammona, Gianna Ghirri, Guglielmina Fiorio, Tessarolo, Umberta Pareschi, Vaghi (1972-1973); A. Bocchi (1974-1975); Daniela Citarelli, Fiorella Bongini (1975-1976); Bonora, Sanfilippo (1976-1977); Maria Baldini (1977-1978); Giuseppina Montanari, Orietta Grossi (1979-1980); Aglialoro, Bianca Rossi, Daniela Grosso, Galdina Baruzzo, Lorella Bernardoni, Maria Luisa Premier, M. Caldato, Serena Bontempi, Marina Monti (1980-1981); Chris Kirchner, Cristina Grana, Federica Sbrissa (1981-1982); Barbara Cappellini, Maria Rosa Merlin, Silvia Pegoraro, Serena Stanzani (1982-83); Cinzia Zanotti, Grillo (1983-1984); Francesca Bortolan (1986-1987); Adamoli, Noale, Silvestrini (1987-1988); Annarita Anellino, Daniela Altamore, Elena Ingargiola, Pina Tufano, Lynette Woodard, Mara Nimis, Maria Grazia Ursino, Maria Puglisi, Regina Street, Roberta Gitani, Susanna Padovani (1988-1989); Alessandra Gennari, Andrea Lloyd, Clarissa Davis, Ivana Donadel, Laura Gori, Mariella Barbaro, Pamela Ferrari, Sofia Mecati (1989-1990); Bianco (1990-1991); Daedra Charles, Elisabetta Cesarini (1991-1992): Veronese (1992-1993); Molteni, Rodighiero (1993-1994); Ceccon (1995-1996); Stazzonelli, Teresa Weatherspoon (1996-1997); Alessandra Santos, Rizzardi, Svetlana Kuznecova (1998-1999); Érica Sánchez, Iris Ferazzoli, Manuela Monticelli, Rita La Rosa, Saška Aleksandrova, Silvia Gottardi, Susanna Bonfiglio, Tania Seino, Reda Aleliūnaitė, Tania Ferrazza (1999-00); Anna Costalunga, Eleonora Magaddino, Gordana Grubin, Marianna Balleggi, Nicosia, Valentina Gardellin, Michele Van Gorp, Yerushia Brown, Yolanda Griffith (2000-2001); Allyson Caggio, Chasity Melvin, Claudia Bussola, Federica Acerbis, Mery Andrade (2001-2002); Albertazzi, Cristina Correnti, Giulia Casadio, Michela Franchetti, Nieves Anula, Teresa Palmisano, Vicky Bullett (2002-2003); Elisa Zanon, Emma Pini, Eszter Újvári, Mara Invernizzi, Martina Ruspa, Sabrina Scott, Valentina Donvito (2003-2004); Erica Caracciolo, Lorenza Arnetoli, Michela Marcato, Nicoletta Caselin (2004-2005); Eleonora Lascala (2005-2006); Astou Ndiaye, Immacolata Gentile, Kedra Holland-Corn, Lidia Mirchandani, Nicole Antibe, Paola Mauriello, Stefania Paterna, Valentina Fabbri (2006-2007); Bernadette Ngoyisa, Deanne Butler, Jenna Rubino (2007-2008); Audrey Sauret, Maria Schiavone, Monica Bello, Nicla Martellotta, Suzy Batkovic (2008-2009), Jami Montagnino (2009-2010); Chiara Pastore, Maria Zanella, Liron Cohen, Janel McCarville, Maja Erkič (2010-11); Simona Ballardini, Dubravka Dačić, Zenta Meļņika, Florina Pașcalău, Kia Vaughn (2011-12); Laura Benko, Danielle McCray, Eleonora Zanetti (2012-13); Erlana Larkins, Courtney Vandersloot, Laura Spreafico, Erica Reggiani (2013-14); Iva Slišković, Chiney Ogwumike, Laura Reani, Francesca Putti (2014-15); Ashley Walker (2015-16); Arianna Landi, Federica Tognalini, Kayla Pedersen, Julie Wojta, Jillian Harmon, Maria Miccoli, Carolina Salvestrini, Martina Mandroni (2016-17); Endéné Miyem, Marzia Tagliamento, Giulia Vaidanis (2017-18); Marcella Filippi, Allie Quigley, Jacqueline Gemelos, Milica Mićović (2018-19); Debora Carangelo, Natasha Howard, Giulia Natali, Yvonne Anderson, Gintare Petronyte, Temitope Fagbenle, Beatrice Attura, Francesca Leonardi, Noemi Celani (2020-21), Charli Collier, Valeria De Pretto, Diamond DeShields, Beatrice Del Pero, Aby Gaye, Monika Grigalauskytė, Martina Mutterle (2021-22); Marina Mabrey, Ajsa Sivka, Rhyne Howard, Eglė Šikšniūtė, Eleanna Christinakī, Amanda Zahui, Astou Ndour (2022-23), Caterina Logoh, Lisa Berkani, Maddalena Gorini, Matilde Villa, Giuditta Nicolodi, Anna Makurat, Alexa Held, Lorela Cubaj, Mariella Santucci, Emma D'Este, Jessica Shepard, Awak Kuier, Anita Franchini (2023-24); Dorka Juhász, Carlotta Zanardi, Ilaria Panzera, Janelle Salaün, Ivana Dojkić, Alessandra Cosaro, Raisa Simion (2024-25). |

## Campionati 3x3
Vincitori degli scudetti senior o open di pallacanestro 3x3 riconosciuti dalla FIP.
| Uomini   | Uomini |
| Vittorie | Nome, squadre e stagioni |
| -------- | --- |
| 2        | Andrea Negri, Claudio Negri, Damiano Verri (2016, 2018); Bryant Inoa Piantini (2014, 2021); Carlo Fumagalli (2018 e 2024), Andrea Valentini (2023 e 2025) |
| 1        | Kobe Fernandez, Wes Molteni, Matteo Grampa (2014); Riccardo Bottioni, Patrizio Verri, Giovanni Agusto e Alessio Negri (2015); Gionata Zampolli (2016); Diadia Mbaye, Alessandro Vecchiato, Lorenzo Ambrosin, Davide Bovio (2017); Giorgio Di Bonaventura, Francesco Faragalli, Enrico Gobado ed Emidio Di Donato (2019); Andrea Tassinari, Carlos Rivera, Mohamed Touré (2021); Pietro Agostini, Alberto Bedina, Nicolò Menardi, Leonardo Clark (2022); Federico Frisari, Matteo Santucci e Dario Masciarelli (2023); Matteo Airaghi, Michele D’Ambrosio, Morgan Rashed (2024), Flavio Gay, Giacomo Leardini, Lorenzo Lovato (2025). |

| Donne    | Donne |
| Vittorie | Nome, squadre e stagioni |
| -------- | --- |
| 2        | Rossana Boccalato (2019, 2021), Eliana Carbonell (2022 e 2025). |
| 1        | Valentina Gatti, Sara Canova, Viola Diodati e Marcella Filippi (2014); Alessandra Visconti, Chiara Consolini, Marta Tarantino, Veronica Schieppati (2015); Rae D’Alie, Martina Capoferri, Federica Milani e Giulia Rulli (2016); Giulia Occhipinti, Ludovica Storer, Chiara Cadoni e Licia Schwienbacher (2017); Elisabetta Tassinari, Matilde Dall'Aglio, Marta Meroni e Federica Nannucci (2018); Giulia Ciaccioni, Eugenia Marcelli, Giulia Quaresima (2019); Sara Bocchetti, Isabel Hernandez Pepe, Sara Madera (2021); Cecilia Albano, Viviana Lucca e Alice Ceccardi (2022); Beatrice Olajide, Satya Riccioni, Candy Njoku Edokpaigbe e Winnie Bartholomew (2023), Beatrice Baldi, Francesca Parmesani, Angelica Tibè, Anna Togliani (2024), Alice Ekambi Campana, Nancy N’guessan, Giorgia Palmieri (2025). |